# Джеси Меткалф
Джеси Меткалф (на английски: Jesse Eden Metcalfe) е американски актьор, известен най-вече от телевизионния сериал Отчаяни съпруги. Неговият баща е от френски и италиански произход, а майка му – от италиански и португалски. Дебютът му в киното е с филма „Джон Тъкър трябва да умре“ през 2006 година. Следват някоко не много успешни филма. Понастоящем той се снима във филма „Далас“.
През 2008 година открива Световните музикални награди, но на празненствата след това, след употреба на алкохол, пада от втория етаж и си счупва малкия пищял, но успява да се отърве без по-сериозни наранявания.